# Valeriya Berejynska
Valeriya Berejynska (ukrainien : Валерія Бережинська) est une joueuse ukrainienne de basket-ball née le 10 avril 1986 à Mykolaïv (Ukraine) engagée pour avec les Gernika, Quesos El Pastor, y actualmente con Araski AES  en Ligue féminine de basket.

## Biographie
Formée aux États-Unis, elle est choisie au 3e tour de la draft WNBA 2008 par le Shock de Détroit, qui ne la conserve pas. Avec les Silver Stars de San Antonio, elle ne joue que deux rencontres sans tenter aucun tir. L'année suivante, elle est coupée par les Silver Stars avant le début de saison.
En 2009, elle participe au championnat d'Europe, où l'Ukraine finit dernière. Elle compile 1,0 point et 2,5 rebonds.
En Euroligue, à Mondeville, elle réalise le 17 novembre 2010 une exceptionnelle performance de 19 points et 16 rebonds pour une victoire face au champion d'Italie, Tarante.
Après une saison en Turquie à Tarsus (5,1 points, 3,5 rebonds en 13 minutes par rencontre), elle revient en France pour la saison LFB 2015 cette fois à Tarbes. Après cette année tarbaise à 11,9 points et 7,5 rebonds de moyenne, elle signe pour la saison suivante son retour à Charleville.
En 2018-2019, elle joue pour le club espagnol de Guernica pour 9 points et 5,2 rebonds en championnat et 13,2 points et 5,9 rebonds en Eurocoupe. Pour la saison 2019-2020, elle fait son retour en France à Tarbes.
Durant l'été 2021 elle signe avec le club belge des Castors Braine, après avoir passé la saison 2020-2021 en Espagne avec Araski où elle émargeait à 6,5 points et 2,2 rebonds en Liga Endesa.

## Clubs
- Avant 2004 :  Northwest Christian Academy High school
- 2004-2008 :  Université Rice (NCAA)
- 2008:  Silver Stars de San Antonio (WNBA)
- 2008-2009:  Saint-Jacques Sport Reims
- 2009-2011 :  USO Mondeville
- 2011-2012 :  Flammes Carolo basket[8]
- 2012-2013:  CCC Polkowice
- 2013-2014:  Tarsus Belediyesi
- 2014-2015 :   Tarbes Gespe Bigorre
- 2015-2018 :  Flammes Carolo basket
- 2018-2019 :  Lointek Gernika Bizkaia
- 2019-2020 :   Tarbes Gespe Bigorre

## Palmarès
- 2013 : Champion de Pologne[9]
- 2013 : Coupe de Pologne[9]
- Vainqueur du Challenge round 2015[10].